# Baden-Baden
Baden-Baden (izg. [ba:dn ba:dn]), do 1931. samo Baden, je grad i ljetovalište na sjeverozapadu savezne pokrajine Baden-Württemberg, u jugozapadnom dijelu Njemačke. S 56.8819 žitelja (31. prosinca 2024.) to je najmanje naseljena urbani gradski okrug u ovoj saveznoj državi. U Baden-Badenu nalaze se brojni termalni izvori na rubu Schwarzwalda, zbog čega je taj grad već za vrijeme Rimljana bio poznato lječilište. Danas je Baden-Baden poznat kao toplice i kupališni grad, kao i grad medija, umjetnosti i međunarodnih festivala.
Godine 2021., toplice u Baden-Badenu su postale dijelom transnacionalne UNESCO-ve svjetske baštine poznate kao „Veliki lječilišni gradovi Europe”, upravo zbog svojih poznatih mineralnih izvora i arhitektonskog svjedočanstva uspona europske kulture kupki u 18. i 19. stoljeću.
Gospodarstvo Baden-Badena čine strojogradnja, elektrotehnička, farmaceutska i kozmetička industrija. 

## Zemljopis
Baden-Baden leži na zapadnom rubu sjevernog Schwarzwalda u dolini Oosa, male rijeke koja se ulijeva u Murg (desna pritoka Rajne) oko 13 kilometara dalje u blizini Rastatta. Istočni okruzi smješteni su u obroncima Schwarzwalda. Najviša planina u urbanom području je Badener Höhe visine od 1002 m. Zapadni okruzi leže u podnožju (Oberrheingraben) i Gornjoj Rajnskoj ravnici (Oberrheinische Tiefebene), gdje se najniža točka u okrugu, sa 112 metara, nalazi u Geggenauu u prirodnom rezervatu Rastatter Ried. Općenito, više od 60 % područja Baden-Badena je zaštićeni krajolik, pretežno u zaštićenom području krajolika Baden-Baden

## Povijest
Prvi tragovi naselja u dolini Oostal datiraju iz mezolitika, oko 8000. do 4000. godine prije Krista.
Nakon osvajanja područja na desnoj obali Rajne (Agri Decumates) pod carem Vespazijanom, sredinom 70-ih godina, Rimljani su osnovali vojni logor koji je kasnije prerastao u naselje kod termi sa forumom i reprezentativnom upravnom zgradom. Rimsko naselje, kao i mnogi gradovi s ljekovitim izvorima, zvalo se Aquae (latinski za izvor ili kupelj). Okolni administrativni okrug (civitas) nosio je počasni naziv Aurelia Aquensis u 3. stoljeću, vjerojatno u čast cara Karakale (Marcus Aurelius Severus Antoninus) koji je dao proširiti kupelji (213.), ili pak cara Elagabala (Marcus Aurelius Antoninus).
Od srednjeg vijeka grad se jednostavno zvao Badon (darovnica Otona III. iz 987. god.). Naziv mjesta prenio se i na dvorac Hohenbaden, izgrađen oko 1100. god. kao novo sjedište Hermana II., izvorno markgrofa Verone. Tijekom 12. stoljeća Baden je postao dio njegove titule i stvorena je Badenska markgrofovija, koja je od 16. do 18. stoljeća bila podijeljena na dva dijela (markgrofovija Baden-Baden i markgrofovija Baden-Durlach), a u 19. stoljeću postala je Veliko vojvodstvo . Dakle, ime savezne države Baden, a time i današnjeg Baden-Württemberga, potječe od imena grada Baden (-Badena).
Tijekom Rata za palatinsko nasljeđe (1688. – 1697.), Baden-Baden su spalile francuske trupe Luja XIV. 24. kolovoza 1689. god. Nakon toga izgubio je status rezidencijalnog grada u korist Rastatta.
U 19. stoljeću, toplice (Kurhaus) su ponovno otkrivene i obnovljene (od 1821. do 1824.), te dijelom zahvaljujući prihodima od kasina (izgrađen 1811.) i hipodroma (1858.), razvile su se u međunarodno važno okupljalište aristokrata i bogatih građana. Sačuvana je bogata, dobro očuvana materijalna i nematerijalna baština iz tog vrhunca kada je grad bio poznat kao „ljetna prijestolnica Europe“. Među poznatim stanovnicima i posjetiteljima Baden Badena bili su Dostojevski, Johannes Brahms, Marlene Dietrich, Richard Wagner i mnogi drugi.
Tijekom pogroma u studenom 1938. (Kristalna noć), sinagoga je uništena, a brojne trgovine i domovi židovskih građana vandalizirani su i opljačkani pred očima policije. Židovski stanovnici deportirani su u koncentracijski logor Dachau, a tijekom Drugog svjetskog rata, 4365 ljudi je internirano kao nacistički prisilni radnici u logorima Baden-Baden, Steinbach, Malschbach i Sandweier.
Nakon rata, Baden-Baden je postao sjedište francuske okupacijske zonske vlade i sjedište francuskih oružanih snaga u Njemačkoj (1945.-1949.). Kasino je ponovno otvoren 1950.
Godine 1963. u Baden-Badenu održano je zasjedanje MOO-a, a 1981. jedanaesti olimpijski kongres. Godine 1996. Međunarodni olimpijski odbor (MOO) dodijelio je Baden-Badenu titulu olimpijskog grada za njegove zasluge olimpijskom pokretu. 
Njemačka medijska nagrada dodjeljuje se u Baden-Badenu od 1992. godine. 
Dana 3. i 4. travnja 2009. Baden-Baden je bio domaćin summita povodom 60. obljetnice NATO-a. Dana 17. i 18. ožujka 2017. ministri financija i guverneri središnjih banaka zemalja G20 sastali su se u Baden-Badenu, gdje su odustali od suprotstavljanja protekcionizmu, nakon protivljenja SAD-a

## Znamenitosti
Najvažnije znamenitosti Baden-Badena su, pored ostataka rimskih termi, ruševine dvorca Hohenbaden (13.-15. st.), Novi dvorac (1479., obnovljen od 1573. u renesansnom stilu) i crkva (14. i 15. st.). 
Mnogobrojni ljekoviti slani izvori (54 do 68 °C), posjećivani još u rimsko doba i osobito sredinom 19. st., kada je postao poznat kao lječilište za reumatske bolesti.
Kurhaus, grandiozni kompleks iz 1824., kulturni je epicentar Baden-Badena koji ugošćuje razne događaje kojima se spaja tradicija i luksuz. 
Friedrichsbad, otvoren 1877. god., je u trenutku otvaranja važila za najmodernije kupalište u Europi. Zgrada u renesansnom stilu impresionira svojim ulaznim hodnikom i veličanstvenom dvoranom s kupolom, okruženom zadivljujućim tuš kabinama i ručno oslikanim pločicama od majolike.
Uz stari dio grada izgrađene su moderne četvrti s vilama, hotelima, kasinom, športskim igralištima, parkovima, muzejima, kazalištem. Neki od najpoznatijih hotela, restorana i kafića u Baden-Badenu nalaze se duž avenije duge 3,5 kilometara.
Trg Lichtentaler Allee je park u srcu grada koji je s više od 300 vrsta drveća i 400 različitih vrsta ruža poznat je kao „najljepši vrt u Njemačkoj” i često služi kao pozornica za brojne vrhunske događaje na otvorenom.
Koncertni kompleks Festspielhaus nudi vrhunske izvedbe klasične glazbe i opere, privlačeći umjetnike i ljubitelje glazbe iz cijelog svijeta.
- Ruševine rimskih kupelji ispod Friedrichsbada
- Ruševine takozvanog Starog dvorca (Hohenbaden) na obroncima Batterta.
- Kurhaus Baden-Baden. Kasino se nalazi u desnom krilu.
- Friedrichsbad
- Festspielhaus
- Novi paviljon za orkestar u Baden-Badenu, Kurmuschel Augusta Stürzenackera iz 1912.

## Stanovništvo
| Godina             | Broj stanovnika |
| ------------------ | --------------- |
| 1790.              | 1900            |
| 1812.              | 3085            |
| 1852.              | 6714            |
| 1. prosinca 1871.  | 10.080          |
| 1. prosinca 1880.  | 11.923          |
| 1. prosinca 1890.  | 13.884          |
| 1. prosinca 1900.  | 15.718          |
| 1. prosinca 1910.  | 22.066          |
| 8. listopada 1919. | 23.359          |
| 16. lipnja 1925.   | 26.021          |
| 16. lipnja 1933.   | 30.262          |
| 17. svibnja 1939.  | 33.166          |
| 1946.              | 32.359          |

| Godina             | Broj stanovnika |
| ------------------ | --------------- |
| 13. rujna 1950.    | 36.582          |
| 6. lipnja 1961.    | 40.029          |
| 27. svibnja 1970.  | 37.537          |
| 31. prosinca 1975. | 49.718          |
| 31. prosinca 1980. | 49.142          |
| 30. rujna 1982.    | 49.012          |
| 31. prosinca 1990. | 51.849          |
| 31. prosinca 1995. | 52.745          |
| 31. prosinca 2000. | 52.729          |
| 31. prosinca 2005. | 54.581          |
| 31. prosinca 2010. | 54.445          |
| 31. prosinca 2015. | 54.160          |
| 31. prosinca 2020. | 55.449          |

## Promet
Baden-Baden ima dobro organiziran javni prijevoz, autobuse i tramvaje, koji omogućuju lako kretanje unutar grada i okolice.
Glavni željeznički kolodvor u Baden-Badenu je povezan s najveća željeznička mrežom, Deutsche Bahn AG, koja pokriva veliki dio Njemačke i povezuje njemačke gradove s drugim gradovima u Europi.

## Gradovi partneri
- od 1961.: Menton (Francuska)
- od 1990.: Moncalieri (Italija)
- od 1990.: Freital (Saska, Njemačka)
- od 1998.: Karlovy Vary (Češka)
- od 2000.: Jalta (Ukrajina)

## Vanjske poveznice
- Službena stranica
- Baden-Baden - Portal Schwarzwald

### Ostali projekti
|  | Zajednički poslužitelj ima još gradiva o temi Baden-Baden |